# Тер-Погосян, Васак Самсонович
Васак Самсонович Тер-Погосян (15 января 1881 г., Апаранский район, село Ара — 1936 г., Тифлис) — государственный деятель, Народный комиссар финансов Советской Социалистической Республики Армения (1922—1928 гг.). Младший брат армянского военного деятеля Арсена Тер-Погосяна.
Высшее экономическое образование получил в городе Чита. До 1917 г. работал в Сибири, 1917—1918 гг. был в Японии, в 1919 г. переехал в Армению.
В 1905 г. стал большевиком. После установления советской власти в Армении работал на ответственных должностях. 1922—1928 гг. был народным комиссаром финансов АрмССР, 1929—1930 гг. — член коллегии народного комиссариата финансов Закавказской федерации. 1930—1934 гг. — член правления госплана Закавказской федерации. 1934—1936 гг. занимал разные ответственные должности. Был близким другом Александра Мясникяна и Агаси Ханджяна.